# Ramon Artola Casals
Ramon Artola Casals   (Campos (Balears), 28-05-1912) fou un mestre hilarienc, nascut a Campos (Balears)  deportat i mort al camp de concentració de Gusen, subcamp de Mauthausen, el 31 d'agost de 1941.

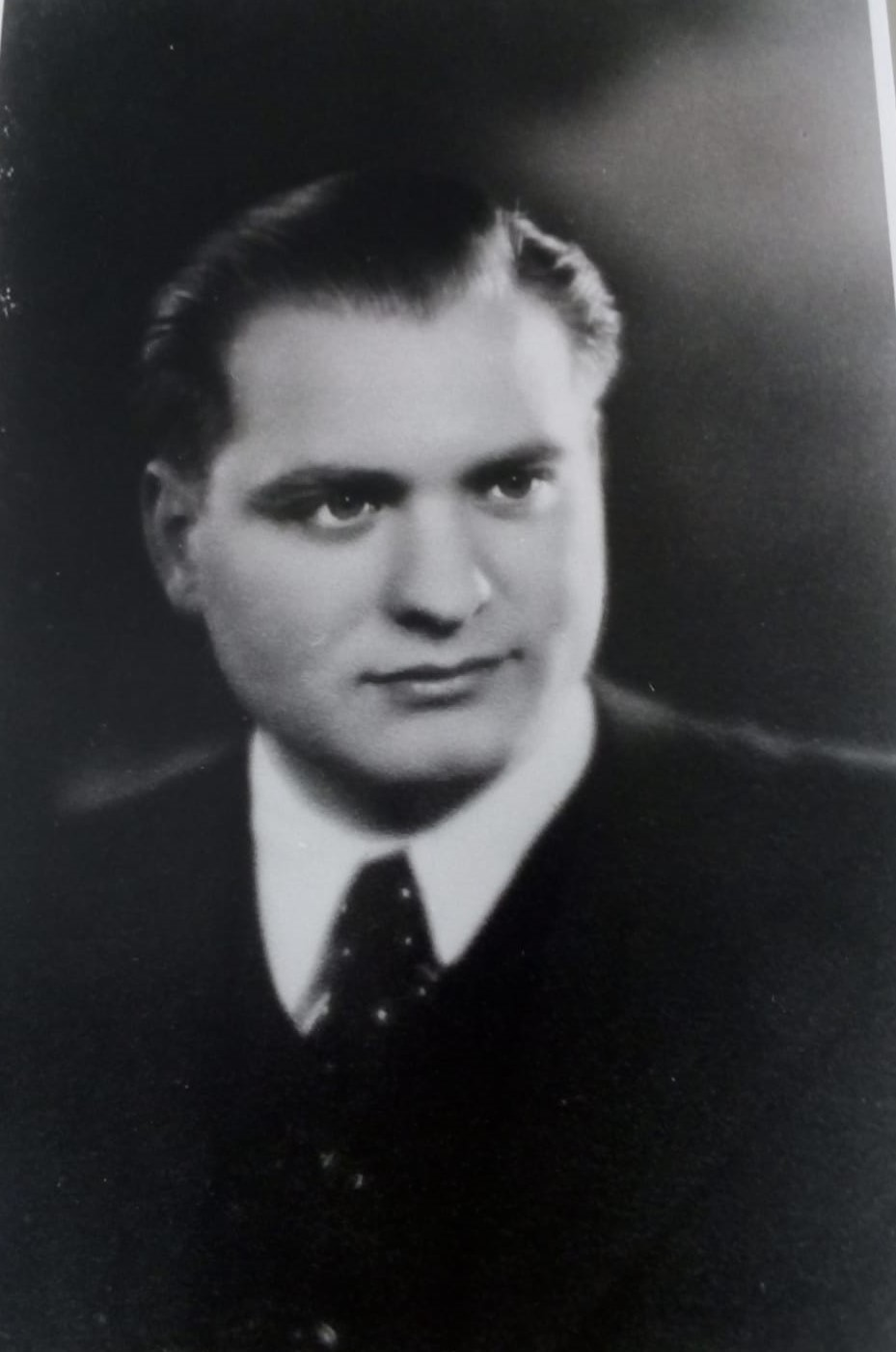
Ramon Artola Casals

Nascut a Campos, mentre el seu pare Joan Artola estava destinat com a mestre,  el 28 de maig de 1912. Va exiliar-se el 1939, on després de passar per diferents camps de refugiats exiliats republicans, fou deportat des d'Angulema, França, cap a Mauthausen, en l'anomenat comboi dels 927. Era  germà del també mestre deportat, Àngel Artola i Casals.
Ramon Artola Casals va néixer el 28 de maig de 1912 a Campos del Port, a Mallorca. Quan era petit va marxar a viure a Catalunya amb el seu pare, a Sant Hilari Sacalm a casa dels seus avis, a ca l'Artola, on els padrons municipals així ho certifiquen. Tenia un germà més gran, l'Àngel, amb qui es portava 9 anys. Va estudiar batxillerat a Barcelona i també va fer estudis de  comerç. Al juny de 1927 va aprovar l’examen per estudiar Magisteri a la Normal de Barcelona. Després de fer el servei militar, va aprovar unes oposicions i va ser destinat a Sant Quirze de Besora (Ripollès), on va començar a treballar com a mestre. No pertanyia a cap partit polític, però estava inscrit a la FETA. L'any 1935 va conèixer la Dolors Soler Rovira, una mestra de Beuda, amb qui es va casar. Quan va esclatar la Guerra Civil, el van cridar a les files i va marxar al front d'Aragó, on va fer de milicià de la Cultura. Quan la guerra va acabar, va travessar la frontera amb l’exèrcit republicà a la Vajol, després d’haver recollit la seva dona. Però, després de passar la frontera, els van separar. A ell el van tancar al camp d'Argelers. Per poder sortir d’allà, va entrar a un batalló de treballadors. Va començar a treballar arreglant un camp d’aviació prop de Cognac, on finalment es va retrobar amb la Dolors. Després d’això, van ser traslladats junts al camp de concentració de Mauthausen. Ramon va arribar el 14 d’agost de 1940, on li van assignar el número de matrícula 4203. Posteriorment, va ser traslladat al subcamp de Gusen, on li van assignar el número 9018. Allà, juntament amb el seu germà Àngel, van ser cremats. Ramon Artola Casals va morir assassinat pel nazisme el 31 d’agost de 1941. Tenia només 29 anys. Continua sent un exemple poderós d’un mestre valent i compromès que va pagar el preu de la guerra i la dictadura, i que va lluitar per un sistema educatiu millor i més inclusiu